# Deni Štraus
Deni Štraus, slovenski nogometaš, * 20. april 1996.
Štraus je profesionalni nogometaš, ki igra na položaju branilca. Od leta 2024 je član avstrijskega kluba TuS Rein. Ped tem je igral za slovenska kluba Maribor B in Celje ter avstrijske SV Lebring, SC Kalsdorf, FC Trofaiach, SV Gralla in Bad Blumau. Skupno je v prvi slovenski ligi odigral 36 tekem za Celje, s katerim je osvojil naslov slovenskega državnega prvaka v sezoni 2019/20.